# Юншен
26°41′21″ пн. ш. 100°44′55″ сх. д. / 26.68911° пн. ш. 100.74863° сх. д.
Юншен (кит. 永胜县, пін. Yŏngshèng Xiàn) — один із повітів КНР у складі префектури Ліцзян, провінція Юньнань. Адміністративний центр — містечко Юнбей.

## Географія
Юншен лежить на висоті понад 2100 метрів над рівнем моря у горах Гендуаншань. Західним кордоном повіту слугує річка Цзіньша.

### Клімат
Повіт знаходиться у зоні, котра характеризується океанічним кліматом субтропічних нагір'їв. Найтепліший місяць — червень із середньою температурою 19,5 °C. Найхолодніший місяць — грудень, із середньою температурою 6,3 °С.
| Клімат повіту Юншен     | Клімат повіту Юншен | Клімат повіту Юншен | Клімат повіту Юншен | Клімат повіту Юншен | Клімат повіту Юншен | Клімат повіту Юншен | Клімат повіту Юншен | Клімат повіту Юншен | Клімат повіту Юншен | Клімат повіту Юншен | Клімат повіту Юншен | Клімат повіту Юншен | Клімат повіту Юншен |
| Показник                | Січ.                | Лют.                | Бер.                | Квіт.               | Трав.               | Черв.               | Лип.                | Серп.               | Вер.                | Жовт.               | Лист.               | Груд.               | Рік                 |
| Середній максимум, °C   | 14,2                | 16,3                | 19,3                | 22,4                | 24,3                | 24,1                | 23,4                | 23,4                | 22,2                | 20,4                | 16,9                | 14,2                | 20,1                |
| Середня температура, °C | 6,4                 | 8,7                 | 11,7                | 14,9                | 18,3                | 19,5                | 19,1                | 18,5                | 16,9                | 14,5                | 9,8                 | 6,3                 | 13,7                |
| Середній мінімум, °C    | −0,7                | 1,3                 | 4,2                 | 7,5                 | 12,4                | 15,7                | 15,9                | 15,2                | 13,6                | 10,2                | 4,1                 | −0,2                | 8,3                 |
| Норма опадів, мм        | 5.7                 | 5.0                 | 10.1                | 14.8                | 54.9                | 139.9               | 252.4               | 220.0               | 155.7               | 74.3                | 15.2                | 2.8                 | 950.8               |
| Вологість повітря, %    | 57                  | 52                  | 51                  | 53                  | 59                  | 74                  | 83                  | 84                  | 84                  | 78                  | 72                  | 67                  | 67.8                |
| ----------------------- | ------------------- | ------------------- | ------------------- | ------------------- | ------------------- | ------------------- | ------------------- | ------------------- | ------------------- | ------------------- | ------------------- | ------------------- | ------------------- |
| Джерело: data.cma.cn    |                     |                     |                     |                     |                     |                     |                     |                     |                     |                     |                     |                     |                     |